# Cnemolia lateralis
Cnemolia lateralis là một loài bọ cánh cứng trong họ Cerambycidae.